# Urbarz

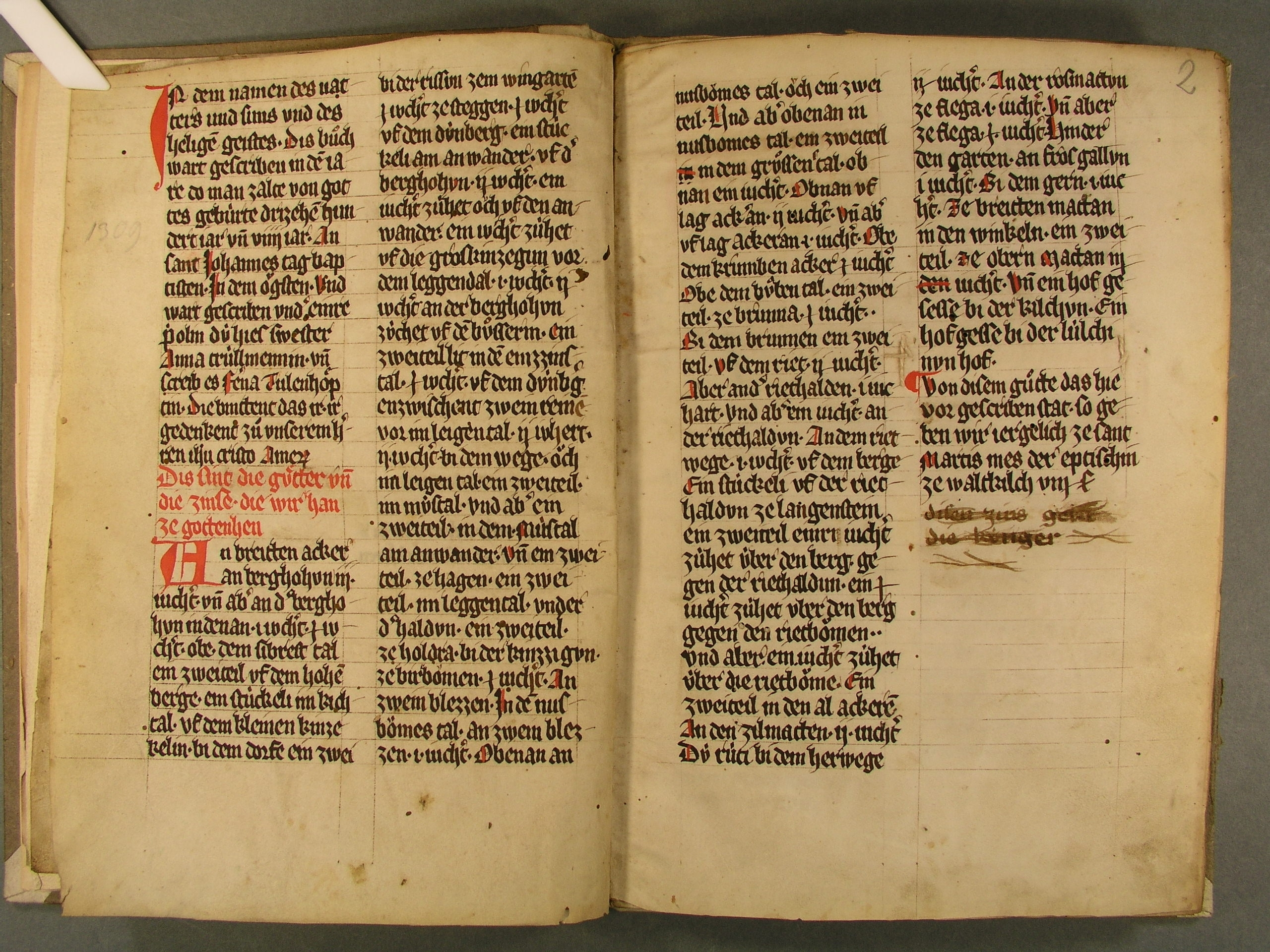
Urbarz klasztoru dominikanek z Freiburga (rozpoczęty w 1309)

Urbarz, urbariusz, urbarium (łac. urbarium) – księga zawierająca spis majątku właściciela ziemskiego oraz powinności, głównie pańszczyźnianych, jego poddanych. 
Urbarze prowadziły cesarstwa, królestwa, księstwa, ziemie, ordynacje czy miasta. W Polsce występowały od XV wieku (Urbarz Trzebnicki z 1410) do końca XVIII. Urbarze są źródłami informacji dla historyków.
Słowem urbarium określano najpierw folwark lub grunty należące do miasta. W XVII i XVIII w. na Śląsku nazwa przeszła na spis zagospodarowanych gruntów i zobowiązań związanych z ich użytkowaniem.
Wybrane urbarze (urbaria):
- Urbarium Ducatus Baiuwariae Posterius Ex Anno 1280 Circ.
- Urbarz Kościoła Mariackiego w Bytomiu (1510–1668)[5]
- Urbarium Księstwa Pszczyńskiego z roku 1536[6]
- Urbarz „państwa” frysztackiego z roku 1571[7]
- Urbarz cieszyński z 1577 r.[8]
- Urbarz cieszyński z 1621 r.[9]
- Urbarz państwa skoczowsko-strumieńskiego z 1621 roku[10]
- Urbarz cieszyńskiego klucza dóbr książęcych z 1646 roku[11]
- Acta Urbarium von Cammerswaldau 1701–1900[12]
- Urbarz wsi Łaskarzówka z 1710 roku[13]
- Urbarz Kościoła św. Andrzeja Apostoła w Zabrzu z 1719 roku[14]
- Urbarz miasta Brzegu (1750)[15]
- Urbarz Nowej Wsi z 1785 roku[16]
- Urbarza wsi Ciepłowody z 1788 r.[17]
- Urbarz żużelski z 1789 roku[18]
- Urbarz z Kościelisk i Wytokiej z 1798 r.[19]
- Urbarz biedrzychowicki z roku 1805[20]